# Шафаревич, Игорь Ростиславович
И́горь Ростисла́вович Шафаре́вич (3 июня 1923, Житомир — 19 февраля 2017, Москва) — советский и российский математик, доктор физико-математических наук, профессор, академик Российской академии наук (1991; член-корреспондент Академии наук СССР с 1958). Основные труды посвящены алгебре, теории чисел и алгебраической геометрии. Лауреат Ленинской премии (1959). Известен также как диссидент, публицист, общественный деятель.
Принадлежал к числу основных фигур национально-патриотического направления советского диссидентства. Участник советского движения русских националистов, получившего известность как «русская партия». Придерживался православного национализма. Автор антисемитских публикаций. В своих памфлете «Русофобия» (в самиздате 1982; датировка книжных публикаций: 1978—1983), книгах «Русофобия» (1990) и «Русофобия десять лет спустя» (1993) развивал концепцию уничтожения «большого народа» «малым народом» изнутри; эвфемизм «малый народ» относился к евреям.

## Биография
Родился 3 июня 1923 года в Житомире, затем семья переехала в Москву. Был единственным ребёнком в семье. Отец, Ростислав Степанович, окончил физико-математический факультет Московского университета по специальности астрономия; стал преподавать теоретическую механику. Мать, Юлия Яковлевна, филолог по образованию, дочь управляющего Житомирского отделения государственного банка. Благодаря родителям (а также чтению сохранившихся ещё от деда книг) приобрёл любовь к русской литературе, сказкам, былинам, немного позже — к истории. Следующим увлечением была математика. После окончания школы в 15 лет был принят на механико-математический факультет Московского университета и спустя два года, в 1940 году, экстерном окончил его (на последнем пятом курсе получал Сталинскую стипендию — это, как вспоминал сам Шафаревич, «была колоссальная сумма, больше, чем зарабатывал мой отец»).
Научный руководитель — член-корреспондент АН СССР Борис Делоне́ — направил его исследования в русло теории алгебраических чисел. Другой областью, привлёкшей в то время внимание учёного, стала теория Галуа. Это определило сферу его научных интересов на многие годы. Своими учителями называет Б. Н. Делоне и А. Г. Куроша. Во время учебы в аспирантуре он занимался проблемой нормируемости топологических полей. Итогом этих исследований стала его первая статья «О нормируемости топологических полей», напечатанная в журнале «Доклады АН СССР» (1943).
Первым крупным достижением стало решение обратной задачи теории Галуа для конечных p-групп, эта работа была удостоена премии Московского математического общества.
За цикл работ по решению обратной задачи теории Галуа над полями алгебраических чисел (открытие общего закона взаимности и решение обратной задачи Галуа для разрешимых групп) получил Ленинскую премию (1959). Защитил кандидатскую диссертацию в 1942 году (в 19 лет), докторскую — в 1946 году (в 23 года).
В 1944 году, после окончания аспирантуры, становится преподавателем механико-математического факультета МГУ. В 1946 году, после защиты докторской диссертации, становится сотрудником Математического института имени Стеклова (МИАН). В 1975 году в связи с общественной деятельностью был отстранён от преподавания в МГУ, и с тех пор работал только в отделе алгебры МИАН: в 1960—1995 годах — в должности заведующего отделом, с 1995 года — в должности главного научного сотрудника (советника РАН). Семинар Шафаревича также был перенесён из МГУ в МИАН, где действовал до середины 2010-х годов, в семинаре постоянно принимало участие значительное количество математиков. Под его руководством защищено более 30 кандидатских диссертаций, среди учеников — С. Ю. Аракелов, Е. С. Голод, И. В. Долгачёв, А. И. Кострикин, Ю. И. Манин, Б. Г. Мойшезон, В. В. Никулин, А. Н. Паршин, А. Н. Тюрин.
20 июня 1958 года (в возрасте 35 лет) избран членом-корреспондентом АН СССР по отделению физико-математических наук. 7 декабря 1991 года избран академиком РАН по Секции математики, механики, информатики (математика). Иностранный член Национальной академии деи Линчеи (Италия), германской академии естествоиспытателей «Леопольдина» (1960), Лондонского королевского общества (1981), Национальной академии наук США (1974), член Американской академии искусств и наук. Почётный доктор университета Париж XI (Орсэ, 1978).
В 1955 году подписал «Письмо трёхсот». В 1968 году подписал Письмо девяноста девяти в защиту Есенина-Вольпина. В сентябре 1973 года написал открытое письмо в защиту Сахарова. Один из участников изданного по инициативе Солженицына сборника статей «Из-под глыб» (ему принадлежат три статьи). После ареста и выдворения за пределы СССР Солженицына в феврале 1974 года написал открытые письма «Арест Солженицына» и «Изгнание Солженицына». В 1990 году подписал «Письмо семидесяти четырёх».
Умер 19 февраля 2017 года, похоронен на Троекуровском кладбище.
Сын — Андрей Шафаревич (род. 1963), физик и математик, декан и профессор кафедры дифференциальной геометрии и приложений механико-математического факультета МГУ, член-корреспондент РАН.

## Научная деятельность
Первые результаты относятся к проблеме нормируемости топологических полей.
В теории алгебраических чисел нашёл самый общий закон взаимности степенных вычетов в полях алгебраических чисел, что явилось в известной мере завершающим этапом 150-летней истории арифметических законов взаимности, восходящей к Леонарду Эйлеру и Карлу Гауссу. Внёс фундаментальный вклад в развитие теории Галуа. В 1954 году дал решение обратной задачи теории Галуа для разрешимых групп, то есть доказал, что в том случае, когда основное поле является полем алгебраических чисел конечной степени, существует алгебраическое расширение этого поля с наперёд заданной разрешимой группой Галуа (за эту свою работу он был в 1959 году удостоен Ленинской премии).
В 1970—1980-х годы Шафаревич, Дмитрий Фаддеев и их ученики получили важные результаты, относящиеся к теории групп, теории целочисленных представлений групп и теории Галуа. В частности, совместно со своим учеником Евгением Голодом в 1964 году дал отрицательное решение общей (не ограниченной) проблемы Бернсайда, а именно — доказал существование бесконечных периодических групп с конечным числом образующих.
В честь И. Р. Шафаревича Джоном Касселсом введено обозначение Ш для группы Тейта — Шафаревича.

## Публицистика и общественная деятельность
Известен не только как учёный-математик, но и как публицист, общественный деятель и автор историко-философских публикаций. Основные работы:
- «Социализм как явление мировой истории», 1974 год
- «Русофобия», 1982 год
- «Две дороги — к одному обрыву», 1989 год
- «Русофобия: десять лет спустя», 1991 год
- «Россия и мировая катастрофа»
- «Духовные основы российского кризиса XX века», 2001 год
- «Трёхтысячелетняя загадка (История еврейства из перспективы современной России)», 2002 год
- «Будущее России», 2005 год
- «Русский народ в битве цивилизаций», 2011 год

С конца 1960-х годов принимает участие в общественной деятельности: пишет заявления и проводит пресс-конференции в защиту Русской православной церкви (РПЦ), против использования психиатрии как средства политических репрессий (совместно с А. Д. Сахаровым) и в защиту жертв гонений по политическим мотивам. В 1968 году подписал «письмо 99» на имя министра здравоохранения СССР и генерального прокурора СССР в защиту насильственно помещённого в московскую психиатрическую больницу № 5 математика А. С. Есенина-Вольпина. Член «Комитета прав человека», много внимания уделял защите свободы религии и прав верующих в СССР По воспоминаниям Сахарова, проблемы религии заняли значительное место в работе Комитета благодаря обширному и аргументированному докладу о положении религии в СССР.
В 1974 году участвовал вместе с А. И. Солженицыным в издании публицистического сборника «Из-под глыб», написав для него три статьи: «Социализм», «Обособление или сближение?» и «Есть ли у России будущее?». Первая статья представляет собой резюме изданной позже книги «Социализм как явление мировой истории», которая в полном виде была опубликована в 1977 году во Франции. После издания сборника дал пресс-конференцию иностранным корреспондентам в Москве. В 1975 году был уволен из МГУ На 1978 год при Математическом институте имени Стеклова АН СССР (Москва) действовал «философский кружок», членами которого были русские националисты, включая Шафаревича.
В 1982 году опубликовал за рубежом и в самиздате эссе «Русофобия». В этой работе использовал идеи французского историка начала XX века Огюстена Кошена, который разработал идею о «малом народе» — антинациональной элите, навязавшей «большому народу» свои идеи и теории и таким образом явившейся подлинной причиной и движущей силой французской революции. По Шафаревичу, российское воплощение феномена «малого народа» сыграло большую роль в революции в России. При этом «малый народ» не является, по Шафаревичу, каким-либо национальным течением (в нём присутствуют представители разных наций), но он содержит влиятельное ядро, связанное с евреями. Работа «Русофобия» содержит также поддержку версии, согласно которой расстрел царской семьи является «ритуальным убийством».
Публикация эссе привела к превращению автора в персону нон грата среди большой части демократически настроенной интеллигенции. По мнению некоторых исследователей, ценность изучения Шафаревичем «русофобии» в том, что он хоть и не дал определения термина, но способствовал его популяризации, сыграв в этом наиболее заметную роль.
С конца 1980-х годов Шафаревич открыто публикует в СССР, а затем в России, свои тексты консервативной направленности. В шестом номере журнала «Наш современник» за 1989 год была впервые в СССР опубликована «Русофобия». В следующем месяце в журнале «Новый мир» (№ 7, 1989) увидела свет работа «Две дороги — к одному обрыву», содержащая критику и социализма, и западной демократии
Вскоре после публикации «Русофобии» в «Книжном обозрении» (1989, № 38) появилось письмо протеста против взглядов Шафаревича за 31 подписью, включая Юрия Афанасьева, Дмитрия Лихачёва, Андрея Сахарова. В 1992 году более 400 математиков опубликовали в «Notices of the American Mathematical Society» открытое коллективное обращение к Шафаревичу с просьбой пересмотреть позицию, опубликованную в «Русофобии», а 16 июля 1992 года Национальная академия наук США (НАН США) обратилась к учёному с просьбой добровольно отказаться от членства в ней, так как процедуры исключения из академии не существует; подобной просьбы прежде не возникало за всю 129-летнюю историю этой академии. Ряд математиков, в том числе Жан-Пьер Серр, Анри Картан, Серж Ленг и Джон Тейт, выступил против таких действий Академии (Серр охарактеризовал направленную против Шафаревича кампанию как «политкорректную охоту на ведьм»)
 Совет Американского математического общества также выпустил специальное заявление, в котором выразил своё осуждение «антисемитских работ И. Р. Шафаревича». В 2003 году Шафаревич сам вышел из состава НАН США в знак протеста против американской агрессии в Ираке.
В то же время Шафаревич особо осудил методы, которые применялись для отсева абитуриентов еврейского происхождения при поступлении в престижные московские вузы в 1970-х — начале 1980-х годов.
В 1990 году Шафаревич подписал «Письмо 74-х».
21 декабря 1991 года участвовал в 1-м съезде Российского общенародного союза (РОС) Сергея Бабурина. 9 февраля 1992 года был избран членом Центральной Думы Российского Народного собрания. В октябре 1992 года входил в Оргкомитет Фронта национального спасения (ФНС).
В 1993 году был в списке кандидатов в депутаты Государственной Думы от Конституционно-демократической партии — Партии народной свободы (КДП—ПНС) Михаила Астафьева (список не собрал нужного количества подписей). В 1994 году вошёл во Всероссийский национальный правый центр (ВНПЦ) Астафьева и Наталии Нарочницкой.
Член редколлегии журнала «Наш современник», в 1991—1992 годах входил в редколлегию газеты «День» Александра Проханова (после запрещения в 1993 году она стала издаваться как газета «Завтра»).
Работа Шафаревича «Русский вопрос» включена издательствами «Алгоритм» и «Эксмо» в книжную серию «Классика русской мысли».
В начале 2005 года подписал «Письмо 5000» — письмо «Представителей русской общественности в генеральную прокуратуру» с требованием «возбудить дело о запрете в нашей стране всех религиозных и национальных еврейских объединений как экстремистских».

## Оценки
Шафаревич, развивая вслед за Огюстеном Кошеном теорию «малого народа», получил признание в патриотических кругах, поскольку в этой теории ядро «малого народа», противопоставляющего себя остальным гражданам и присваивающего себе право распоряжения «большим народом», предполагалось состоящим из евреев.
Согласно американскому историку и политологу Уолтеру Лакеру (1993), Шафаревич принадлежал к числу приверженцев русской (патриархально-крестьянской) идеи советского движения русских националистов.
А. А. Иванов, А. Л. Казин и Р. В. Светлов (2015) относили Шафаревича к числу основных фигур национально-патриотического направления диссидентства.
Шафаревича обвиняют в антисемитизме, шовинизме, произволе в обращении с фактами в его публицистических работах. Так, Семён Резник указывает на следующие приёмы, применённые Шафаревичем для обоснования утверждения, что убийство Николая II и его семьи было якобы еврейским ритуальным актом: один из убийц царя, Александр Белобородов (русский, из уральских рабочих), получает у него еврейскую фамилию «Вайсбард» ; еврей Яков Юровский объявляется непосредственным убийцей Николая, хотя за эту «честь» с ним конкурировали два его сотоварища — оба русские; без прямой ссылки на источник воспроизводится ложное утверждение о «надписях на идиш», якобы найденных на стене подвала, и т. д. 
В результате, по словам Резника, любое убийство, к которому причастны евреи или масоны, в такой логике может быть объявлено «ритуальным».
Писатель Владимир Бушин подверг критике Шафаревича за «русофобию», несмотря на то, что тот написал книгу против «русофобии».

## Публикации
Собрания сочинений
- Collected mathematical papers. (Ed. M. Artin, J. Tate.) — Berlin: Springer-Verlag, 1988. (784 p.)
- Собрание сочинений: В 3 т. Первые два тома содержат нематематические работы, третий том (в двух книгах) — избранные математические работы. — М.: «Феникс», 1994 + М.: АОЗТ «Прима В», 1996.
- Полное собрание сочинений: В 6 т. — М.: Институт русской цивилизации, 2014. (3983 с.)

Математические труды
- Общий закон взаимности. — Матем. сб., 1950, том 26(68), номер 1, страницы 113–146
- О решении уравнений высших степеней (метод Штурма) (совместно с Е. С. Голодом). — М.: Гостехиздат, 1954, 24 с. Нем. пер.: VEB Deutscher Verlag der Wiss., Berlin, 1956.
- О башне полей классов. — М.: 1964, 16 с.
- Теория чисел (совместно с З. И. Боревичем). — М.: Наука, 1964.
Нем. пер.: Basel; Stuttgart: Birkhäuser Verlag, 1966.
Англ.: New York; London: Acad. Press, 1966.
Фр.: Paris: Gauthier-Villars, 1967.
Япон.: Tokyo: Joshioka Shoten, 1971.
- Lectures on minimal models and birational transformations of two-dimensional schemes. — Bombay: Tata Inst. Fund. Res., 1966.
- Алгебраическая геометрия. — М.: Изд-во МГУ, 1968.
- Дзета-функция. — М.: Изд-во МГУ, 1969.
- Основы алгебраической геометрии. — М.: Наука, 1971.
Нем. пер.: Berlin: Dtsch. Verl. Wiss., 1972.
Англ.: Grundlehren Math. Wiss. Bd. 213. Berlin; Heidelberg; New York, 1974.
Румын.: Bucharesti: Stiint. encicl., 1976.
- Теория чисел (совместно с З. И. Боревичем). — 2-е изд. — М.: Наука, 1972.
- Геометрии и группы (совместно с В. В. Никулиным). — М.: Наука, 1983.
Англ. пер.: Berlin, Heidelberg, New York: Springer-Verlag, 1987.
Япон.: Tokyo: Springer-Verlag, 1993.
- Теория чисел (совместно с З. И. Боревичем). — 3-е изд. — М.: Наука, 1985.
- Основные понятия алгебры. — М.: ВИНИТИ, 1986. Соврем. пробл. мат. Фундаментальные направления. Т. 11. Алгебра-1.
Англ. пер.: Algebra I. Basic notions of algebra. Encyclopaedia of Mathematical Sciences, 11, 1990.
- Основы алгебраической геометрии. — 2-е изд., перераб. и доп. — М.: Наука, 1988.
Англ. пер.: Basic algebraic geometry, Springer-Verlag, Berlin, 1994.
- Основные понятия алгебры. — 2-е изд., испр. и доп. — М., Ижевск: РХД, 2001. ISBN 5-89806-022-7, ISBN 5-93972-097-8.
- Discourses on algebra. — Universitext, Springer-Verlag, Berlin, 2003, ISBN 3-540-42253-6.
- Избранные главы алгебры: Учеб. пособие для школьников. — М.: Журн. «Математическое образование», 2000. (377 с.)
- Основы алгебраической геометрии. — 3-е изд., испр. и доп. — М.: Изд-во МЦНМО, 2007, 589 с. ISBN 978-5-94057-085-1.
Англ. пер.:
Basic Algebraic Geometry 1: Varieties in Projective Space (3rd edition). — Springer-Verlag, Berlin, 2013, ISBN 978-3-642-37955-0.
Basic Algebraic Geometry 2: Schemes and Complex Manifolds (3rd edition). — Springer-Verlag, Berlin, 2013, ISBN 978-3-642-38009-9.
- Линейная алгебра и геометрия (совместно с А. О. Ремизовым). — М.: Физматлит, 2009, 511 с. ISBN 978-5-9221-1139-3.
Англ. пер.: Linear Algebra and Geometry. — Springer-Verlag, Berlin, 2013, ISBN 978-3-642-30993-9.
- Проблема десятого дискриминанта. Алгебра и анализ, 25:4 (2013), 260–277.
- Линейная алгебра и геометрия (совместно с А. О. Ремизовым). — 2-е изд., испр. и доп. — М.: Изд-во «Институт компьютерных исследований», 2014, 553 с. ISBN 978-5-4344-0218-7.
- Collected mathematical papers, Reprint of the 1989 edition, Springer Collect. Works Math., Springer, Heidelberg, 2015, x+769 pp.

Нематематические работы
- Социализм как явление мировой истории. — Париж: YMCA-Press, 1977. ISBN 5-699-04186-9
- Есть ли у России будущее? — М.: Советский писатель, 1991. 558 с. ISBN 5-265-01844-1
- Русский народ на переломе тысячелетий. Бег наперегонки со смертью. — М.: Русская идея, 2000, 400 с. ISBN 5-89097-032-1.
- Духовные основы российского кризиса XX века. — М.: Издание Сретенского монастыря, 2001.
- Трёхтысячелетняя загадка. История еврейства и перспективы современной России. — СПб.: Библиополис. 2002. ISBN 5-94542-023-9
- Трёхтысячелетняя загадка: Тайная история еврейства. М.: Алгоритм, 2011. 432 с. — (Тайная история человечества). 3000 экз., ISBN 978-5-4320-0056-9
- Две дороги — к одному обрыву. — М.: Айрис-Пресс, 2003, 448 с. ISBN 5-8112-0273-3.
- Записки русского экстремиста. — М.: Алгоритм, Эксмо, 2004, 320 с. ISBN 5-699-06296-3.
- Русофобия. — М.: Эксмо, 2005, 352 с. ISBN 5-699-12332-6; — М.: Алгоритм, 2011. 272 с. ISBN 978-5-4320-0048-4.
- Зачем России Запад? — М.: Эксмо, 2005, 352 с. ISBN 5-699-12786-0.
- Русский вопрос. — М.: Эксмо, 2009, 992 с. ISBN 978-5-699-31878-0.
- Мы и они. — М.: Алгоритм, Эксмо, 2010, 480 с. ISBN 978-5-699-39479-1.
- Русский народ в битве цивилизаций. — М.: Институт русской цивилизации, 2011, 934 с. ISBN 978-5-902725-62-6.
2-е изд.: М.: Институт русской цивилизации, Родная страна, 2012. 936 с., ISBN 978-5-4261-0010-7
- Трёхтысячелетняя загадка: История еврейского вопроса. — М.: Алгоритм, 2013. — 432 с. — (Иго иудейское). 2000 экз., ISBN 978-5-4438-0464-4